# Gle Seungungoh Montujuh
Gle Seungungoh Montujuh är en kulle i Indonesien.   Den ligger i provinsen Aceh, i den västra delen av landet, 1 800 km nordväst om huvudstaden Jakarta. Toppen på Gle Seungungoh Montujuh är 135 meter över havet, eller 69 meter över den omgivande terrängen. Bredden vid basen är 1,0 km.
Terrängen runt Gle Seungungoh Montujuh är kuperad åt sydväst, men åt nordost är den platt.Runt Gle Seungungoh Montujuh är det ganska tätbefolkat, med 96 invånare per kvadratkilometer. Närmaste större samhälle är Sigli, 16,7 km öster om Gle Seungungoh Montujuh. I omgivningarna runt Gle Seungungoh Montujuh växer i huvudsak städsegrön lövskog.